# Nyssodrysina corticalis
Nyssodrysina corticalis là một loài bọ cánh cứng trong họ Cerambycidae.